# GP Costa Azul
De GP Costa Azul (Portugees: Grand Prix Internacional Costa Azul) was een meerdaagse wielerwedstrijd die tussen 2001 en 2006 jaarlijks begin februari werd verreden in en rond het Portugese district Setúbal.

## Overwinningen per land
| Overwinningen | Land      |
| ------------- | --------- |
| 3             | Spanje    |
| 2             | Portugal  |
| 1             | Australië |

2001 · 
2002 · 
2003 · 
2004 · 
2005 · 
2006